# کوناک‌بایوو
کوناک‌بایوو (انگلیسی: Kunakbayevo) یک شهرک در شهرستان کویورگازینسکی جمهوری باشقیرستان در کشور روسیه است.